# Apocalypse sur commande
Apocalypse sur commande est un roman de fiction de Ken Follett dont la première édition en français est publiée en 1999.

## Résumé
Dans les années 1990, une communauté hippie, coupée du reste du monde, vit dans une vallée isolée du nord de la Californie où elle a planté le vignoble dont la commercialisation de la production suffit aux besoins de ses membres. Quand leur petit paradis est menacé par le projet de construction d'un barrage qui noierait le site, leur désespoir pousse certains d'entre eux à mettre au point un plan pour forcer le gouverneur de Californie à abandonner son projet. Se transformant en écoterroristes, ils menacent de provoquer un séisme si leurs exigences ne sont pas satisfaites. Ils déclenchent une série de tremblements de terre de plus en plus puissants en utilisant un camion de sismologie volé à une entreprise pétrolière. Leur chef, gourou et analphabète, se fait appeler Priest ; il est aidé dans ses plans par Mélanie, une ex-étudiante en sismologie qui a quitté son mari, sismologue spécialiste de la faille de San Andreas et détenteur de données géologiques essentielles.
Le FBI local ne croit pas à la menace jusqu'à ce qu'un de ses agents, Judy Maddox, démontre la réalité du danger. Le chef de cabinet du gouverneur lui confie l'affaire. Une course poursuite s'engage pour éviter la catastrophe, The Big One.

## Personnages principaux
- Judy Maddox : agent du FBI ;
- Richard Granger « Priest » : chef de la communauté hippie ;
- Michaël Quercus : sismologue ;
- Mélanie Quercus : épouse (séparée) de Michaël Quercus ;
- Stella Higgins « Star » : compagne de Priest ;
- Albert « Al » Honeymoon : chef de cabinet du gouverneur de Californie.

## Source
- (en) Cet article est partiellement ou en totalité issu de l’article de Wikipédia en anglais intitulé « The Hammer of Eden » (voir la liste des auteurs).